# 7116 Mentall
7116 Mentall este un asteroid din centura principală de asteroizi.

## Descriere
7116 Mentall este un asteroid din centura principală de asteroizi. A fost descoperit pe 2 decembrie 1986 la Stația Anderson Mesa de Edward L. G. Bowell. El prezintă o orbită caracterizată de o semiaxă mare de 2,31 ua, o excentricitate de 0,05 și o înclinație de 8,7° în raport cu ecliptica.